# Chris Sharrock
Chris Sharrock (Bebington, Wirral, Reino Unido; 30 de mayo de 1964) es un músico británico con un largo historial como baterista, ha estado en muchas bandas británicas, entre ellas: Oasis, Beady Eye, The La's, World Party y The Lightning Seeds.

## Biografía
Comenzó su carrera en la banda The Icicle Works, en la cual estuvo desde 1980 hasta 1988, tocando en cuatro álbumes. Luego de dejar su primera banda, se unió a The La's para tocar solo el sencillo There She Goes. Inmediatamente es contratado por la banda The Wild Swans, con la cual graba el segundo disco de la banda en 1990.
Sharrock se unió a World Party como miembro oficial a mediados de los noventa, seguido por un breve periodo de actividad en The Lightning Seeds. También tocó en la banda escocesa Del Amitri durante la grabación del álbum Twisted, aunque nunca fue un miembro oficial. En el año 1998, Sharrock se unió a la banda de Robbie Williams, con la cual trabajaría durante los siguientes 8 años.

### Robbie Williams (1997 - 2008)
"A pesar de que es diez años mayor que yo. Se queda en mi casa de Londres cuando ensayamos, o cuando hacemos cualquier cosa. Me gusta tenerlo allí. Está considerado como el mejor baterista del mundo, esto es un chiste habitual en la banda. [...] Es Keith Moon reencarnado."
Robbie Williams en su biografía Somebody Someday (2001)

En 1997, Chris Sharrock participó en el álbum debut, Life Thru a Lens, del famoso cantante inglés, Robbie Williams. Participó en las mayoría de las canciones, en las que se puede destacar South of the Border, Let Me Entertain You, y la exitosa canción de Williams, Angels. Aun así Sharrock no participó en el tour del mismo año de Williams debido a que seguía trabajando con The Lightning Seeds.
En 1998, tras dejar The Lightning Seeds, Sharrock se une a la banda de Williams para las giras y shows, reemplazando a Steve Barnard. Una de sus primeras actuaciones en vivo fue en los Brits Awards en febrero. En ese mismo año participa en la mayoría de las canciones del segundo álbum de estudio de Williams, I've Been Expecting You, en las que se puede destacar Millennium, No Regrets, She's The One (cover de World Party) y Man Machine (que aparece en la película Lock, Stock and Two Smoking Barrels).
Por los siguientes 8 años, Sharrock ha trabajado activamente en la banda de Robbie Williams, tanto en giras y álbumes. Sharrock ha sido baterista de estudio de Williams en 6 álbumes (4 álbumes de estudio y 2 recopilatorios), también ha asistido a un total de 7 tours y tocó en recitales importantes como Glastonbury (1998), Slane Castle (1999), Knebworth Park (2003), Hyde Park (2005), entre otros.
En el 2008, Sharrock dejó la banda debido a los varios meses de inactividad de Williams, y se unió a Oasis.
El 27 de mayo de 2018, en un vivo de Instagram de la esposa de Robbie Williams, un fan le pregunto si Sharrock había avisado a Williams que iba a dejar la banda y se iba a unir a Oasis, Williams respondió que no aviso y, por último, aclaró: "Chris Sharrock es un baterista increíble y una gran persona. Lo quiero"

### Oasis (2008 - 2009)
Sharrock se unió a Oasis en 2008, después de que Zak Starkey dejara la banda. Chris no tocó en el álbum Dig Out Your Soul, pero si lo hizo en la gira de verano y en los singles que lanzó la banda. Noel Gallagher declaró en una entrevista con la revista inglesa MOJO con respecto al nombramiento de Sharrock "Liam no está contento con el nuevo baterista, dado que trabajó con Robbie Williams. Cuando llegué a mi casa estuve pensando en ello y tuve la tentación de enfurecer a Liam y a Robbie poniéndolos en la misma línea telefónica". Sharrock debutó en vivo con la banda el 14 de agosto de 2008, ante 150 miembros de un club de fanes.
En cuanto al ingreso de Sharrock en la banda, Noel bromeó diciendo que "no estaba muy cómodo con su presencia", ya que su idea (la de Oasis) era la de "romper el récord de Spinal Tap", haciendo referencia al gran número de bateristas que pasaron por esa banda.

### Beady Eye (2009 - 2014)
Tras la disolución de Oasis, todos los miembros (a excepción de Noel Gallagher) formaron la banda Beady Eye. La banda empezó a escribir y grabar su nuevo material en noviembre de 2009. Sharrock participó en los dos álbumes de la banda y estuvo en los dos tours que hizo la banda. 
El 25 de octubre de 2014 se disuelve Beady Eye a través de un comunicado de Liam Gallagher en su cuenta de Twitter.

### Noel Gallagher's High Flying Birds (2016 - presente)
Tras casi dos años de inactividad, el 1 de julio de 2016, Sharrock se une al tour de la banda de Noel Gallagher, reemplazando a Jeremy Stacey. Su primer concierto fue en Atlanta, Estados Unidos.

## Apariciones en vídeo
Estos son los siguientes vídeos musicales en los que aparece Chris Sharrock:
| The Icicle Works - "Birds Fly (Whisper to a Scream)" (1983) - "Love Is a Wonderful Colour" (1983) - "Hollow Horse" (1984) - "All the Daughters (Of Her Father's House)" (1985) - "Understanding Jane" (1986) - "Who Do You Want for Your Love?" (1986) - "Evangeline" (1987) - "The Kiss Off" (1988) The La's - "There She Goes" (1988) World Party - "Put the Message in the Box" (1990) - "Way Down Now" (1990) - "Is It Like Today" (1993) - "Give It All Away" (1993) - "All I Gave" (1993) - "Call Me Up" (1997) - "It Is Time" (1997) The Lightning Seeds - "Lucky You" (1994) - "Change" (1995) - "Perfect" (1995) - "Ready or Not" (1996) - "What If..." (1996) - "Sugar Coated Iceberg" (1997) - "You Showed Me" (1997) | Robbie Williams - "Let Me Entertain You" (1998) - "Strong" (1999) - "Dance with the Devil" (2000) - "Better Man" (2001) - "Make Me Pure" (2005) - "A Place To Crash" (2006) Beady Eye - "Bring the Light" (2010) - "Four Letter Word" (2011) - "The Roller" (2011) - "Millionaire" (2011) - "Second Bite of the Apple" (2013) - "Shine a Light" (2013) - "Soul Love" (2013) Noel Gallagher's High Flying Birds - "Holly Mountain" (2017) - "It's a Beautiful World" (2018) - "If Love Is The Law" (2018) - "Black Star Dancing" (2019) - "This Is The Place" (2019) |